# Microregiunea Kistelek
Microregiunea Kistelek (în maghiară Kisteleki kistérség) a fost o microregiune statistică (kistérség) din județul Csongrád, Ungaria.
Cu o populație de 18.152 locuitori și o suprafață de 410,2 km2, aceasta a existat până în 2014, când în Ungaria, microregiunile ”kistérségek” au fost înlocuite de districte (járások).